# Apple M3 Pro
Der Apple M3 Pro ist ein ARM-basiertes System-on-a-Chip (SoC) von Apple für seine Mac-Computer. Er ist eine Variante des Apple M3. Er wurde am 30./31. Oktober 2023 zusammen mit dem Apple M3 und Apple M3 Max als SoC des MacBook Pro vorgestellt. Der Chip wird im 3-nm-Verfahren vom taiwanischen Unternehmen TSMC gefertigt.

## Design
Der M3 Pro besteht aus 37 Milliarden Transistoren (M2 Pro: 40 Milliarden).
Im Vergleich zum M2 Pro hat die CPU des M3 Pro zwei weitere Energieeffizienz-Kerne und somit sechs. Die Anzahl der Hochleistungskerne wurde von 6 oder 8 auf 5 oder 6 reduziert. Die Architektur der Kerne entspricht der des Apple A17 Pro. Die GPU enthält 14 oder 18 Kerne, verglichen mit 16 oder 19 beim Vorgänger.

## Produkte mit M3 Pro
- MacBook Pro (14", M3 Pro, 2023)
- MacBook Pro (16", M3 Pro, 2023)